# Landwüst
Landwüst ist seit 1. Januar 1999 ein Ortsteil der Stadt Markneukirchen im Vogtlandkreis (Freistaat Sachsen). Durch das Dorf führt die Alte Egerer Poststraße, einst eine wichtige Handelsstraße Leipzig – Eger.

## Name
Die Bedeutung des Namens wird im Historischen Ortsnamenbuch von Sachsen als „Siedlung im Land Sachsen, an der Landesgrenze“ gedeutet, „in einer öden beziehungsweise in einer durch zahlreiche Wüstungen gekennzeichneten Gegend“ liegend. Um 1350 sei der Ort von sechs Wüstungen umgeben gewesen (Tockengrün, Rohrbach, Wernitzgrün, Schönlind, Heide und Winthersreuth).

## Geographie

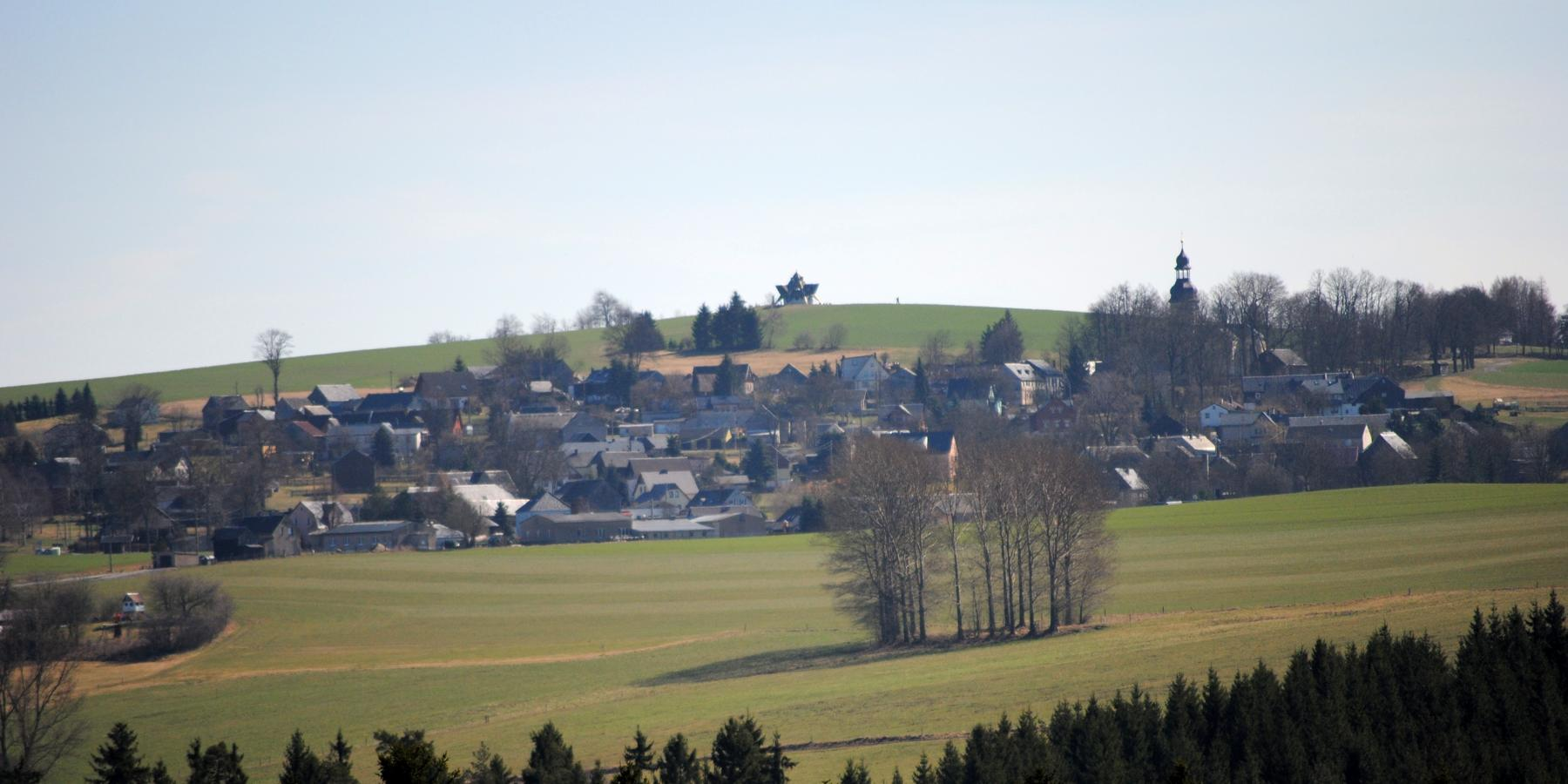
Gesamtansicht aus Richtung Sträßl

Das Waldhufendorf Landwüst liegt im Süden des sächsischen Teils des historischen Vogtlands bzw. Oberen Vogtlands, am Nordwesthang des Wirtsberges (664 m) im Elstergebirge in einer Höhe zwischen 570 m und 640 m. Die Grenze zu Tschechien ist im Südosten nur knapp zwei Kilometer von Landwüst entfernt. Ehemalige Ortsteile, jetzt Wüstungen, sind Tockengrün und Winthersreuth.
Nachbarorte sind im Nordwesten das ebenfalls zu Markneukirchen gehörende Schönlind sowie das nordöstlich gelegene Wernitzgrün. Im Süden grenzt Bad Brambach mit den beiden Ortsteilen Rohrbach und Hennebach an Landwüst. Westlich liegt das wenig besiedelte Tal des Rauner Baches, durch das die Bundesstraße 92 von Adorf zum tschechischen Grenzübergang Vojtanov/Schönberg führt.

## Geschichte

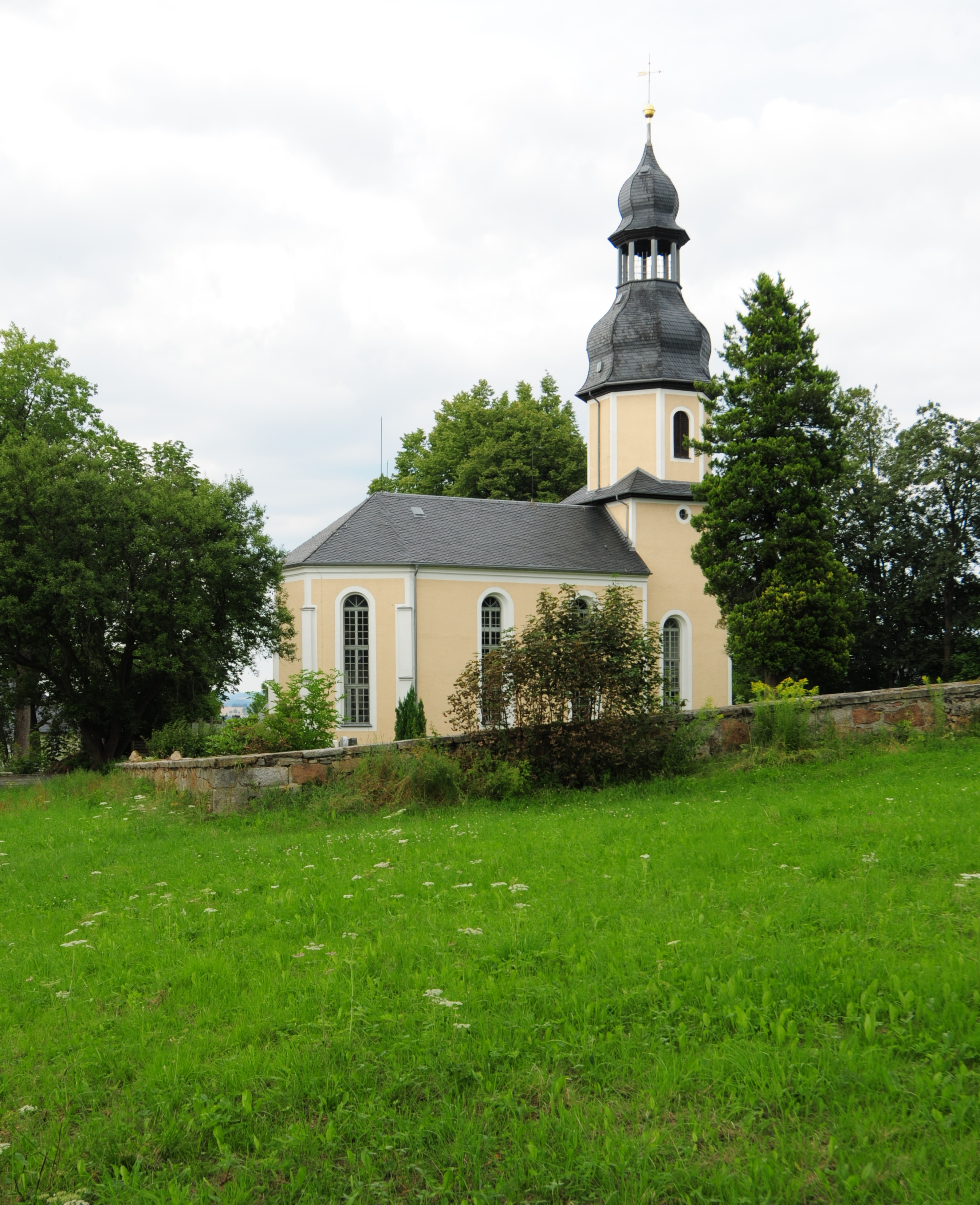
St. Laurentiuskirche in Landwüst

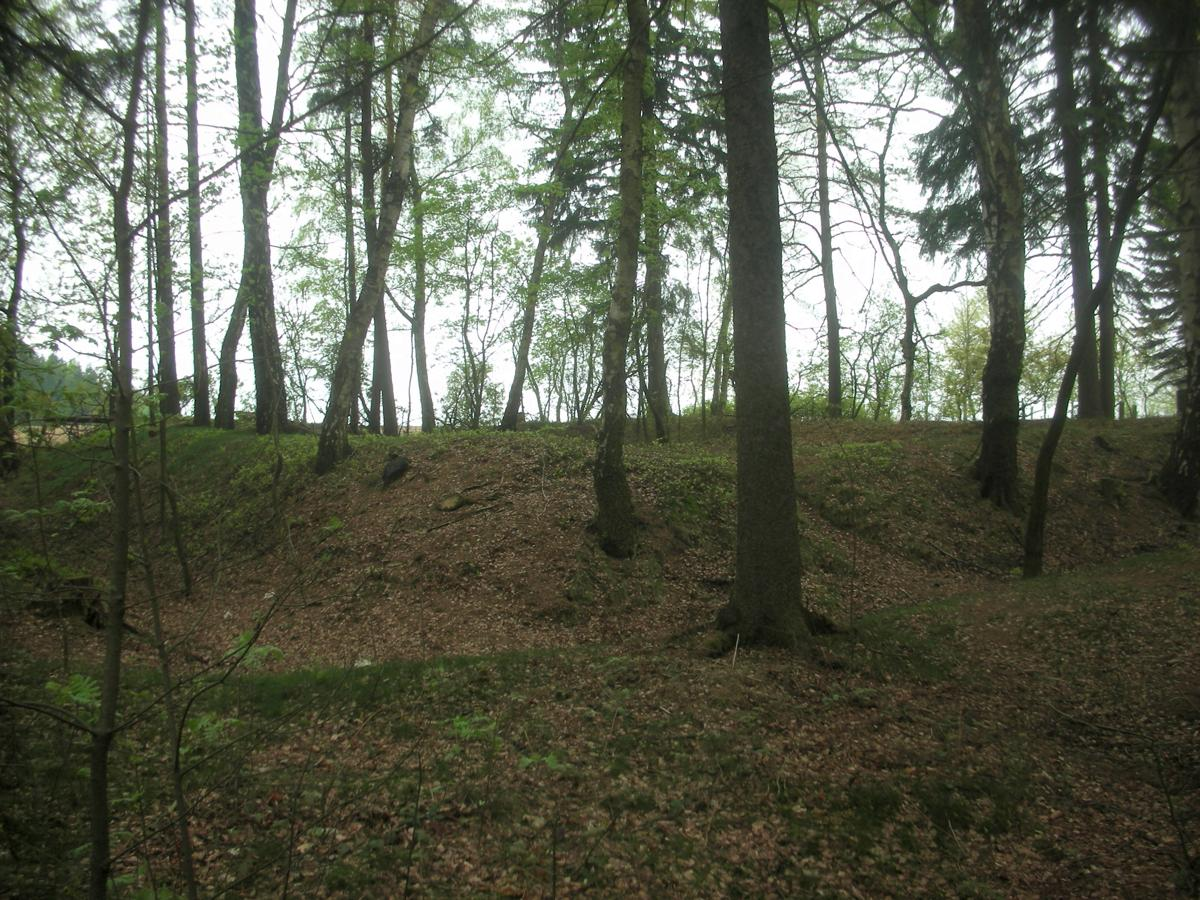
Schwedenschanze

Der Ort wurde als „Lantwste“ im Jahre 1319 erstmals urkundlich erwähnt, 1542 tauchte der Name „Landtwuest“ auf. Die adeligen Herren von Landwüst wurden mit Bernhard Hermann von Landwüst 1325 erstmals urkundlich erwähnt. Das ehemalige Rittergut wurde frühzeitig aufgelassen, in der Mitte des fünfzehnten Jahrhunderts verschwanden die von Landwüsts aus dem Vogtland. In der Folgezeit war der Ort auf verschiedene Grundherrschaften geteilt.
An der alten Straße von Adorf nach Eger gelegen, war Landwüst oftmals von den negativen Folgen kriegerischer Ereignisse betroffen. 1385 verwüsteten fränkische Feudalherren mordend und brandschatzend den Ort. Meißnische Söldner besetzten Landwüst im 15. Jahrhundert um von hier aus die Grenzdörfer zu „verhauen“ und Schanzen anzulegen. Während des Bauernkrieges 1525 war Landwüst Mittelpunkt des Aufstandes im Oberen Vogtland. Im Dreißigjährigen Krieg forderte die Pest zahlreiche Opfer.
Landwüst gehörte bis 1856 zum kursächsischen bzw. königlich-sächsischen Amt Voigtsberg, nach 1856 zum Gerichtsamt Markneukirchen und ab 1875 zur Amtshauptmannschaft Oelsnitz. Durch die zweite Kreisreform in der DDR kam die Gemeinde Landwüst im Juli 1952 zunächst zum Kreis Oelsnitz, wurde aber im Dezember 1952 dem Kreis Klingenthal im Bezirk Chemnitz (1953 in Bezirk Karl-Marx-Stadt umbenannt) angegliedert, der im Jahr 1990 als sächsischer Landkreis Klingenthal fortgeführt wurde und 1996 im Vogtlandkreis aufging.
Am 1. Januar 1999 wurde Landwüst per Gesetz ein Ortsteil von Markneukirchen.

## Entwicklung der Einwohnerzahl
| Jahr | Einwohnerzahl                                        |
| ---- | ---------------------------------------------------- |
| 1557 | 22 besessene Mann, 1 Gärtner, 1 Häusler, 10 Inwohner |
| 1764 | 49 besessene Mann, 10 Häusler, 7 1/3 Hufen           |
| 1834 | 497                                                  |
| 1871 | 606                                                  |

| Jahr | Einwohnerzahl |
| ---- | ------------- |
| 1890 | 548           |
| 1910 | 594           |
| 1925 | 567           |
| 1939 | 551           |

| Jahr | Einwohnerzahl |
| ---- | ------------- |
| 1946 | 608           |
| 1950 | 567           |
| 1964 | 423           |
| 1990 | 329           |

## Öffentlicher Nahverkehr
Der Ort ist mit der vertakteten RufBus-Linie 32 des Verkehrsverbunds Vogtland an Markneukirchen angebunden. Dort besteht Anschluss zur PlusBus-Linie 30 nach Adorf und Bad Elster.

## Sehenswürdigkeiten

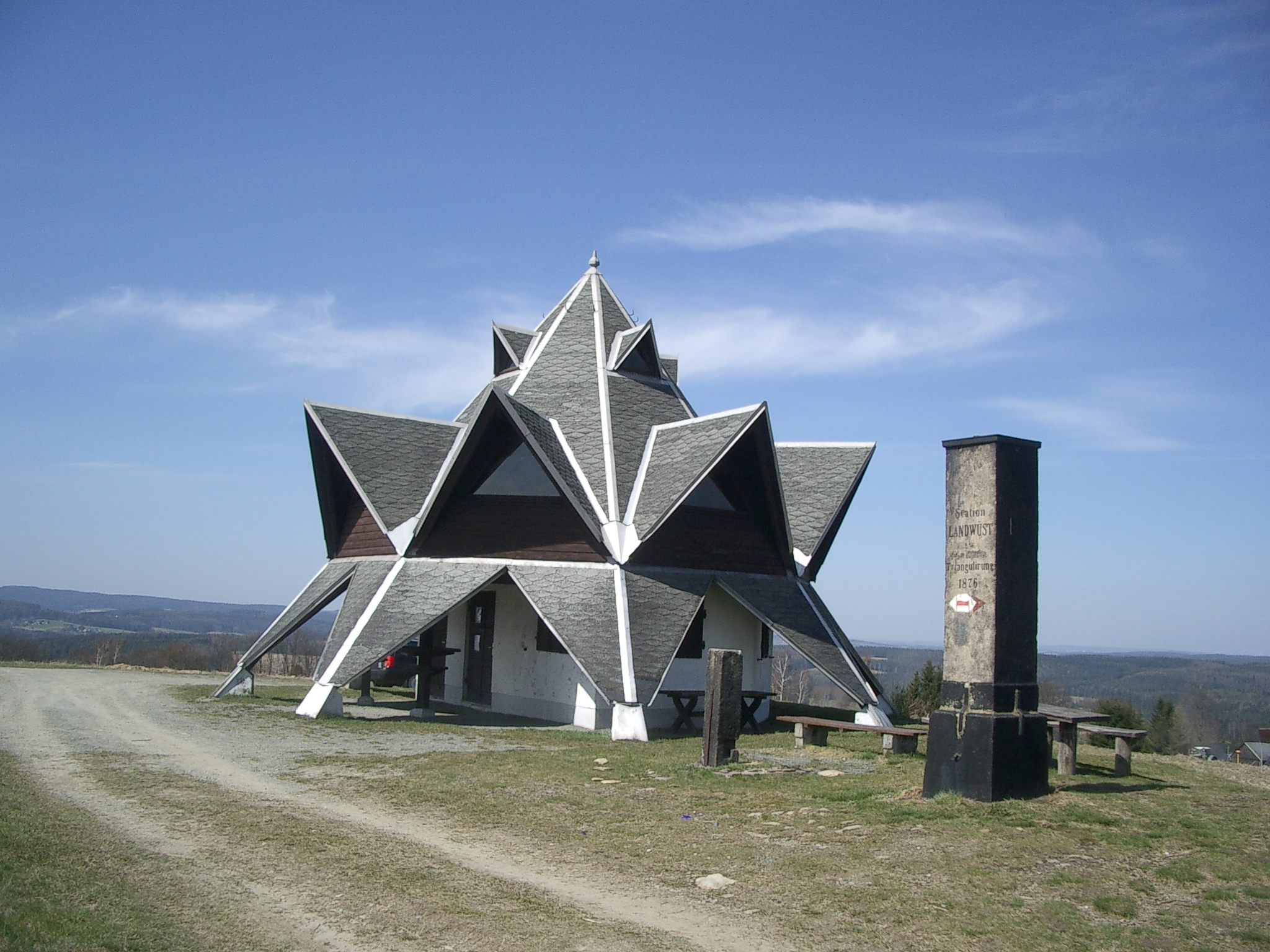
Aussichtsturm und Triangulierungssäule auf dem Wirtsberg bei Landwüst

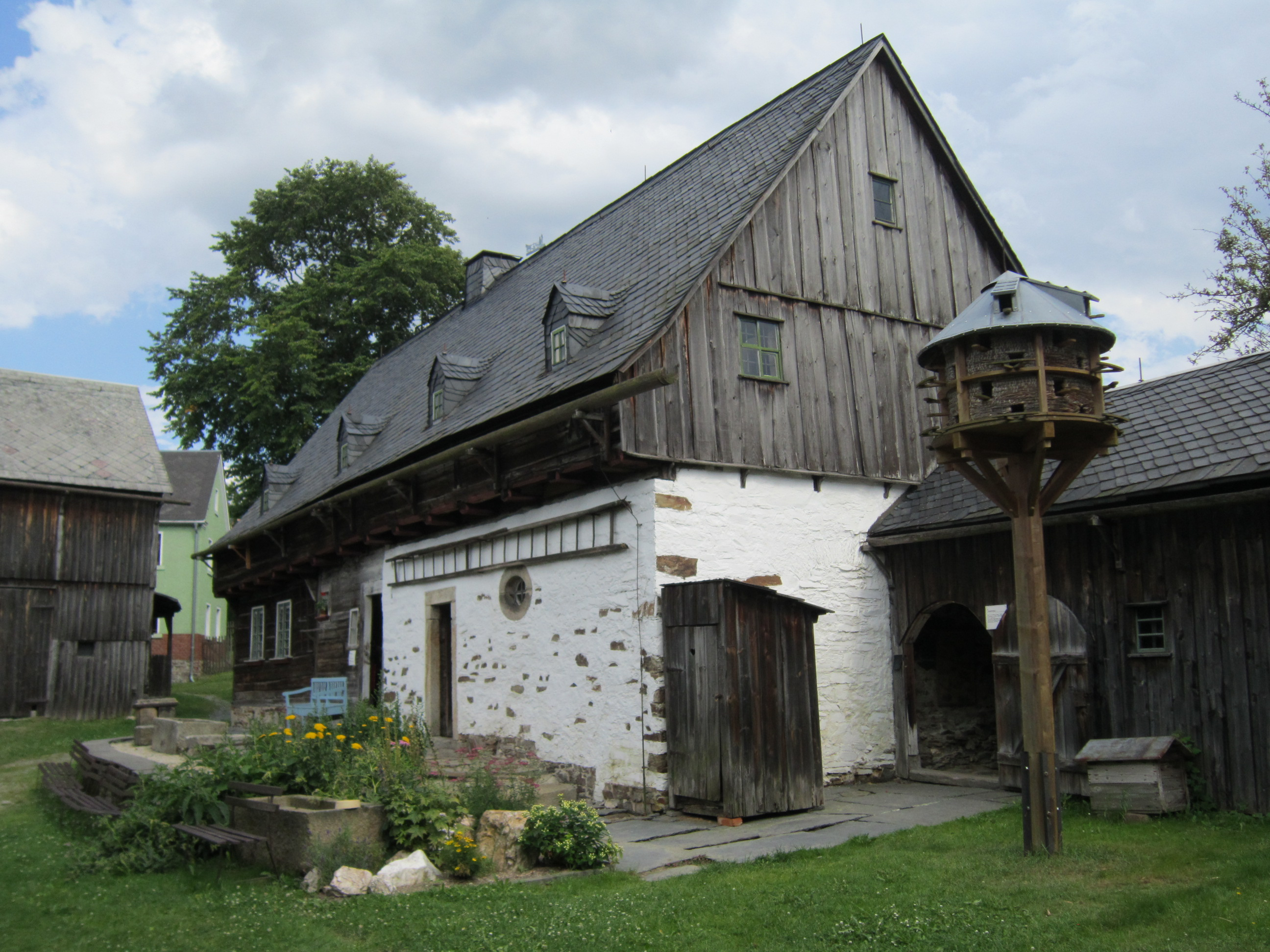
Taubenhaus und Wohnstallhaus im Vogtländischen Freilichtmuseum

- Vogtländisches Freilichtmuseum Landwüst, wurde 1968 eröffnet. Darstellung der Arbeits- und Lebensweise der ländlichen Bevölkerung im Oberen Vogtland vom Anfang des 19. bis zur ersten Hälfte des 20. Jahrhunderts. Zu besichtigen sind mehrere Gebäude, die zum Teil in der Zeit vor 1800 entstanden sind. An einem 1782 erbauten Wohnstallhaus ist ein typischer Egerländer Fachwerkgiebel mit Giebelumgebinde zu sehen.
- Aussichtsturm auf dem 664 m hohen Wirtsberg. Das Gebäude wird wegen seiner Form im Volksmund „Zitronenpresse“ genannt.
- St.-Laurentius-Kirche am südlichen Ortseingang mit einer Orgel des Adorfer Orgelbaumeisters Trampeli
- Denkmal für die Gefallenen des Ersten und Zweiten Weltkrieges
- Kursächsische Postmeilensäulen der Alten Egerer Poststraße, als originaler Viertelmeilenstein von 1725 mit der Reihennummer 79 an der Schönlinder Straße / Abzweig Rauner Straße (Originalstandort: Schönlind) und als Nachbildung der Ganzmeilensäule Nr. 80 von 1725 vor dem Museum (Originalstandort zwischen Landwüst und Rohrbach)
- Schwedenschanze, zur Zeit des Schmalkaldischen Krieges angelegte Verteidigungsanlage, 1632 verstärkt